# 嵐芳三郎 (6代目)
六代目嵐芳三郎（ろくだいめ あらし よしさぶろう、1935年8月22日 - 1996年8月22日）は、前進座の歌舞伎役者・俳優。屋号は豊島屋。旧芸名は嵐芳夫。東京都出身。本名は寺田敏晃。
高祖父に二代目嵐璃珏、祖父に四代目嵐芳三郎。五代目嵐芳三郎の長男。弟に嵐圭史、声優の麦人、妹に女優の寺田路恵、シャンソン歌手の広瀬節子。妻は日本舞踊家の藤間多寿史、長男が六代目河原崎國太郎、次男が七代目嵐芳三郎。

## 来歴・人物
1939年に「襲われた町」で四代目嵐市太郎名乗り初舞台。後に嵐芳夫。51年に前進座に入り、以後女形として活躍。1978年に六代目嵐芳三郎を襲名。1982年の中村翫右衛門の没後は、五代目河原崎國太郎や弟の圭史、四代目中村梅之助らと共に、前進座の中心俳優として舞台を盛り立てた。代表作に『俊寛』の千鳥、『女殺油地獄』のお吉、『勧進帳』の義経など。
1996年8月22日、中日劇場で行われていた公演『左の腕』の稽古中に急性心筋梗塞で死去。61歳没。墓所は台東区一乗寺にある。戒名は「修芳院伎照日晃居士」。

## 出演

### 舞台
- 俊寛（千鳥）
- 女殺油地獄（お吉）
- 心中天網島（おさん）
- 勧進帳（義経）
- さぶ（栄二）
- 鳴神（絶間姫）
- 出雲の阿国（伝介）
- 絵本合法衢
- お六と願哲―杜若艶色紫（玉本小三）
- 左の腕

### テレビドラマ
- 遠山の金さん捕物帳 第47話「遠眼鏡で見た女」（1971年、NET）- 水木一之丞
- 達磨大助事件帳 第6話「血染めの恋友禅」（1977年） - 嵐橘十郎 / 佐吉（二役）
- 日本剣客伝
- 助け人走る 第32話「偽善大往生」（1974年、ABC / 松竹） - 外村半四郎
- ふりむくな鶴吉
- 虹の花
- 若さま侍捕物帳
- 必殺仕事人  第47話「悔し技情念恋火攻め」（1980年、ABC / 松竹） - 幸助

## 著書
- 『役者と役の間 : 嵐芳三郎おぼえ書』（東京新聞出版局、1991年5月）ISBN 978 4808304027
- 『役者の書置き : 女形・演技ノート』岩波新書（岩波書店、1997年8月）ISBN 9784004305194